# Весела Гірка
Весела́ Гірка́ — село в Україні, у Юр'ївській селищній громаді Павлоградського району Дніпропетровської області. Населення за переписом 2001 року становить 103 особи.

## Географія
Село Весела Гірка розташоване на правому березі річки Мала Тернівка, вище за течією на відстані 4,5 км розташоване село Бразолове, нижче за течією на відстані 1 км розташоване село Призове, на протилежному березі — село Варварівка.

## Історія
Назва села походить від прізвища місцевого пана Майбороди, що володів місцевими землями до приходу більшовиків. Тому спочатку село називалось Майборідка. Сьогодні Весела Гірка.
У 2016 - 2020 роках перебувало у складі Варварівської сільської громади.
12 червня 2020 року, відповідно до розпорядження Кабінету Міністрів України № 709-р «Про визначення адміністративних центрів та затвердження територій територіальних громад Дніпропетровської області», увійшло до складу Юр'ївської селищної громади.
19 липня 2020 року, в результаті адміністративно-територіальної реформи та ліквідації Юр'ївського району, село увійшло до складу Павлоградського району.

## Інтернет-посилання
- Погода в селі Весела Гірка

| Україна | Це незавершена стаття з географії України. Ви можете допомогти проєкту, виправивши або дописавши її. |